# Литуйя
Литуйя (англ. Lituya Bay) — бухта длиной 14 километров и до трёх километров в ширину, расположенная на юго-востоке Аляски. Открыта Жаном Лаперузом в 1786 году. Посреди бухты расположен остров Кенотаф. У выхода в Тихий океан бухта Литуйя переходит в бухту Анкоридж. Выход в океан имеет ширину в полкилометра. От океана бухту отделяет коса Ла-Гаусси. Приливные течения в бухте Литуйя достигают скорости в пять узлов, и поднимают уровень воды в бухте до трёх метров.

## Цунами
Бухта получила известность благодаря возникающим в ней большим волнам. Последняя из них имела место в 1958 году, — 9 июля в 10:15 на Аляске произошло землетрясение магнитудой 8,3. Вызванный землетрясением оползень обрушил часть ледника и поток камней в залив Гилберт. При падении ледника и потока камней в воду поднялась волна большой мощности и высотой около 50 метров (30-90 метров), которая накатилась на пологий берег и снесла кустарник и деревья на высоте до 500 метров. Пятеро рыбаков, случайно оказавшихся в бухте, погибли.